# Василівський заказник
Василівський — ентомологічний заказник місцевого значення. Об'єкт розташований на території Вовчанської міської громади Чугуївського району Харківської області, село Іванівка.
Площа — 5,5 га, статус отриманий у 1984 році.
Охороняється ділянка зі степовою та лісовою рослинністю на південному схилі балки в урочищі «Василівське». Заказник створений з метою охорони корисних комах-запилювачів люцерни. В складі ентомофауни трапляються чисельні види, занесені до Червоної книги України: дибка степова, рофітоїдес сірий, мегахіла округла, джміль глинистий, джміль вірменський, джміль моховий.